# .17 Mach 2
La .17 Mach 2 ou .17 HM2 est une munition d'un  diamètre de 4,4 mm ;  la cartouche de .17 Mach 2 comprend une balle de 1,1 gramme propulsée à 530 m/s et libérant 155 joules (15,8 kgm). Elle est à percussion annulaire.

## Histoire
Le .17 Hornady Mach 2, ou .17 HM2, est une cartouche lancée en 2004 par le fabricant de munitions Hornady, à la suite du lancement réussi en 2002 du .17 HMR . Le .17 HM2 est basé sur l'étui de la munition .22 "Stinger", rétreint au calibre .17 (4,5 mm) et utilisant une balle pesant moins de la moitié du poids d'une balle de .22lr typique.